# Chiesa di San Bevignate
San Bevignate è una chiesa sconsacrata che si trova a Perugia in via Enrico dal Pozzo. Il complesso architettonico è legato alla storia dei Templari,  ed è una delle testimonianze meglio conservate dell'Ordine dei Cavalieri del Tempio.

## San Bevignate
La vicenda della chiesa si intreccia profondamente con quella dell'ordine dei templari. San Bevignate, definito "il santo misterioso di Perugia", fu un eremita locale, della cui esistenza non si hanno prove certe, che catalizzò un complesso intreccio di fatti religiosi e civili sviluppatisi a Perugia intorno alla metà del Duecento. Il culto di San Bevignate culminò nel 1453 con una cosiddetta "canonizzazione laica" effettuata da parte di autorità politiche del tempo anche per andare incontro alle sempre più pressanti richieste della cittadinanza perugina che richiedeva a gran voce la santificazione del misterioso eremita e celebrarne così la festa il 14 maggio. Bevignate è protagonista della Lezenda bolognese di Fra Raniero Fasani all'interno della quale è riconosciuto come colui il quale introdusse a Perugia le processioni penitenziali, dette generalis devotio, dei Flagellanti e dei Disciplinati. Tali riti si diffusero presto nell'intera Italia centro-settentrionale e nella città di Roma. 
La stessa costruzione del tempio è frutto di varie componenti:
- la "grande devozione" dei disciplinati o flagellanti, un movimento partito da Perugia nel 1260 e diffusosi in tutta Italia;
- il programma del "popolo", il nuovo ceto di governo della città che intendeva erigere una "propria" Chiesa e che avrebbe voluto disporre di un "proprio" santo (ma, nonostante i suoi sforzi, Bevignate non fu mai canonizzato);
- l'esistenza nell'area di una ricca molteplicità di esperienze eremitiche (dal "mitico" san Bevignate a Raniero Fasani, iniziatore del movimento dei disciplinati, a molti altri ancora);
- l'iniziativa dei Templari, rivelatasi infine decisiva, di dotarsi di un proprio tempio in sostituzione del vecchio insediamento di San Giustino d'Arna da cui furono scacciati nel 1277.

## La storia
L'edificio risulta in costruzione tra il 1256 e il 1262 e fu poi Bonvicino, un frate cavaliere assai influente durante i pontificati di Gregorio IX, Innocenzo IV e Alessandro IV, a concretizzare il progetto dei Templari. Lo stesso Bonvicino provvide ad inviare una lettera alle autorità cittadine intitolatata super aedificatione ecclesiae Sancti Benvegnati. Nel 1312, con la soppressione dell'Ordine templare, il monastero passò ai cavalieri di San Giovanni di Gerusalemme. Nel 1324 Ricco di Corbolo, un mercante di Perugia, acquistò tutto il complesso e vi insediò una comunità monastica femminile per la moglie Caterina, la figlia Coluccia ed altre 23 monache, posta sotto la regola dell'Ordine di San Giovanni. Nel 1517, per problemi economici, le monache furono costrette ad abbandonare il monastero che ritornò in possesso dell'Ordine di San Giovanni di Gerusalemme. Da quella data la chiesa perde progressivamente d'importanza e nel 1860, con la soppressione di vari enti religiosi, la chiesa diviene proprietà del Comune ed è definitivamente secolarizzata.

## L'interno della chiesa

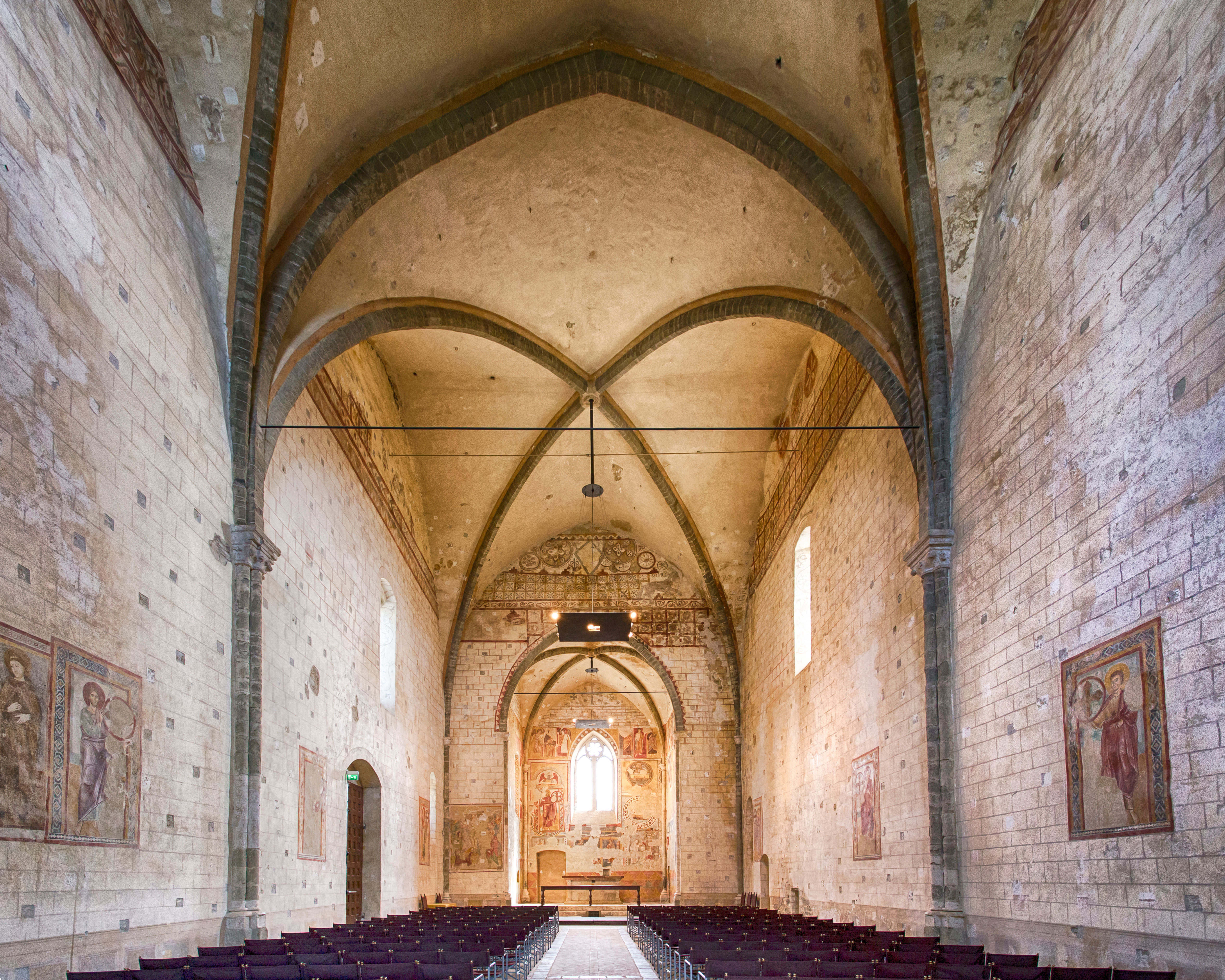
L'interno

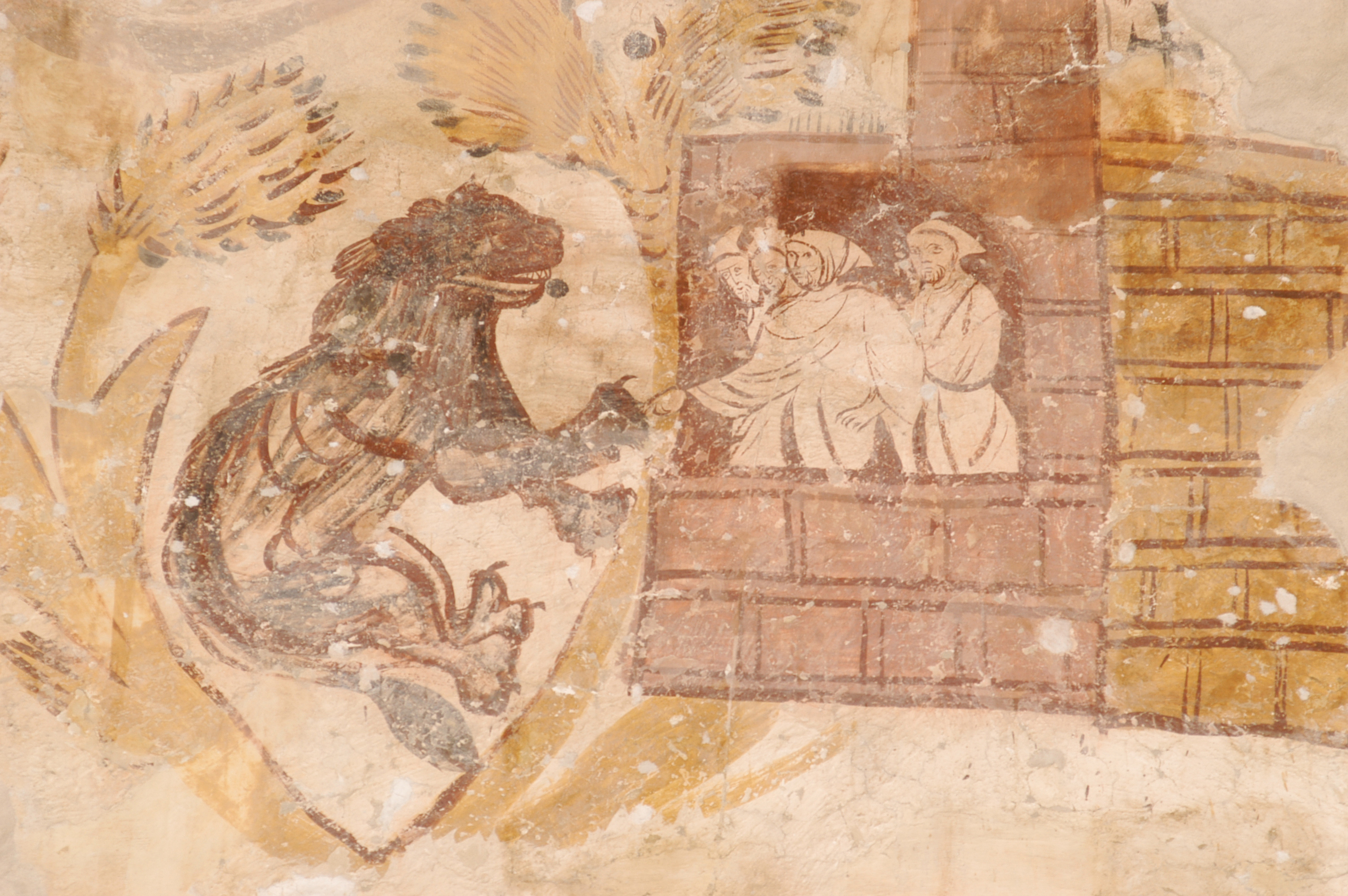
Affresco raffigurante il leone e i monaci templari

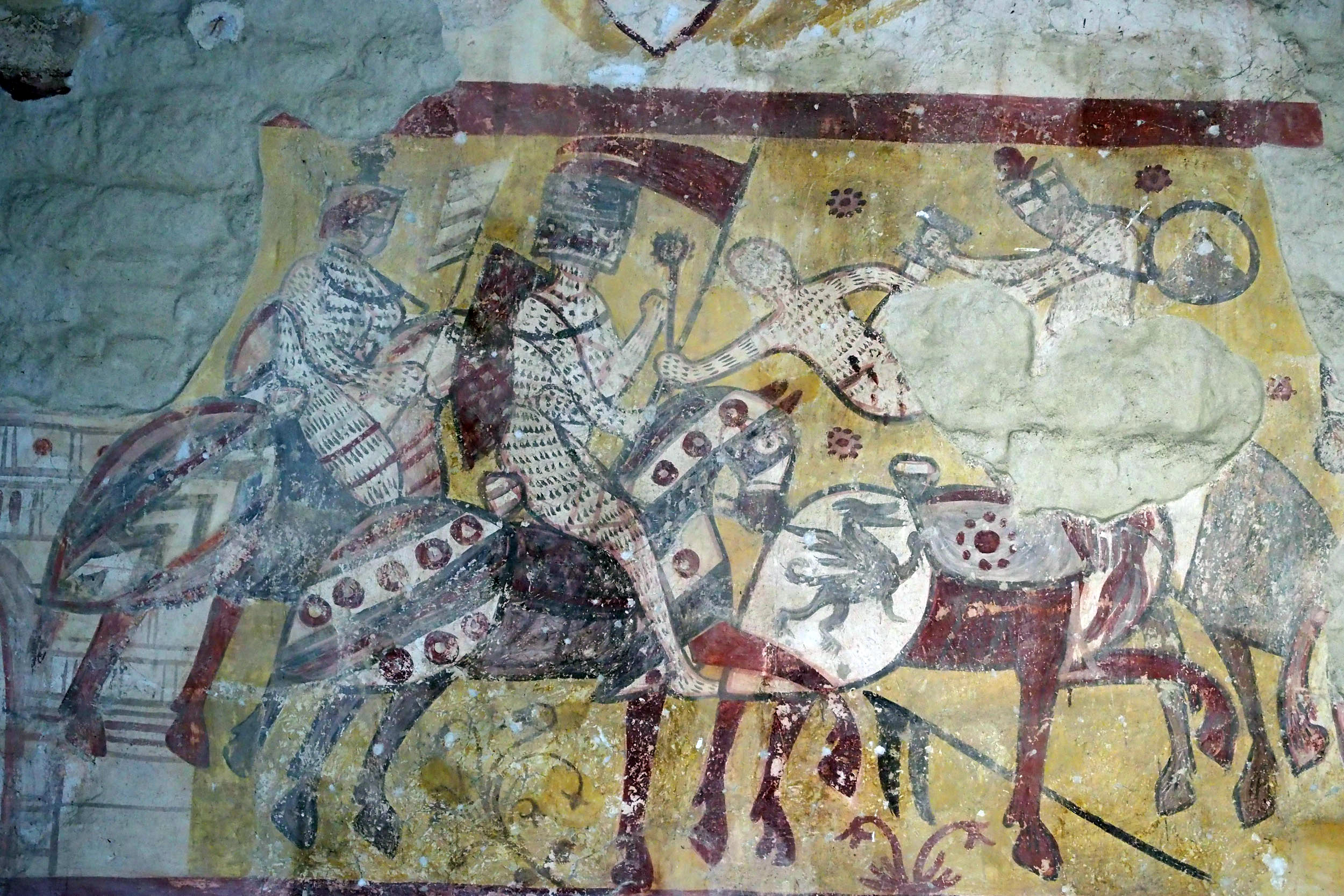
Affreschi della controfacciata della chiesa di San Bevignate(1260-1270) - Battaglia fra Templari e Musulmani

La tipologia del tempio, nato come luogo di culto di un ordine militare, mostra strette affinità con le spoglie e disadorne cappelle fatte costruire dai frati cavalieri in Palestina e presenta le stesse caratteristiche architettoniche della chiesa di Santa Maria di Monteluce e dell'abbazia di Santa Maria di Valdiponte a Montelabate, costruite sulla medesima linea di orientamento campagna-città su cui è posta la stessa San Bevignate.
All'interno è una navata unica con due campate coperte da volte a crociera (mentre la copertura originale doveva essere a capriate); l'abside quadrata, posta al di sopra di una cripta e leggermente rialzata rispetto al piano della chiesa, è introdotta da un grandioso arco trionfale. Tutta la storia del luogo traspare in modo evidente dai cicli iconografici di diverse epoche compresenti sulle pareti: la Processione di flagellanti, la splendida Battaglia fra templari e musulmani e la breve Legenda di san Bevignate, sul cui mantello molti pellegrini e devoti  incisero i propri graffiti nel corso del Quattrocento e del Cinquecento. La navata e l'abside sono ricoperte di interessanti affreschi iniziati subito dopo l'edificazione del tempio. Nella cella absidale, dove compaiono anche numerosi motivi simbolici collegati con l'Ordine templare come croci cosmologiche, cioè croci sovrapposte a cosmi rappresentati come cerchi, e stelle, si susseguono dipinti (1260-1270) vicini per stile ad altri esempi perugini del XIII secolo, come quelli in San Prospero,  A questa stessa fase decorativa appartengono anche gli affreschi dell'arco trionfale e della controfacciata, mentre ad un periodo successivo, databile intorno al 1280 (probabilmente coincidente con una riconsacrazione della chiesa), sono riferibili le figure di Apostoli incorniciate in riquadri, distribuite per tutto il perimetro dell'edificio. I dipinti rilevano una conoscenza della cultura bizantina e classica, ma il motivo delle croci inscritte nei medaglioni, ricorda le sculture degli Apostoli della Sainte-Chapelle di Parigi quindi anche nella lontana Perugia, per i monaci templari la Francia era un modello di omologazione culturale imprescindibile.

## Restauri
La chiesa, negli ultimi secoli, ha subito numerose trasformazioni strutturali, la maggior parte delle quali abbastanza improprie: da deposito legnami a canile, da caserma dei Vigili del fuoco a magazzino. Nel 2003, con un finanziamento di 500 000 euro (proveniente dai fondi messi a disposizione per i restauri dei danni causati dal terremoto del 1997) è stato progettato un intervento complessivo legato alla conoscenza dell'edificio e alla sua storia. Altri 750 000 euro (erogati in tre anni) hanno permesso di intervenire globalmente su tutta la struttura. Nel 2005 il Governo italiano ha erogato altri 560 000 euro con i quali si è messo in opera il progetto che prevede la trasformazione dell'unica navata della chiesa in una sala per eventi culturali capace di 250 poltrone, e l'intero complesso ospiterà un centro internazionale di studi sull'Ordine dei monaci guerrieri che difendevano gli itinerari dei pellegrini in Terra santa. L'apertura al pubblico, inizialmente prevista per il maggio del 2008, è avvenuta 20 marzo 2009. Nel 2020 sono in corso interventi di restauro che interessano la controfacciata e parte delle pareti laterali.

### Scoperte archeologiche
I lavori di restauro hanno riservato una gradevole sorpresa: proprio durante i lavori preparatori al cantiere, dopo la demolizione del pavimento della chiesa, è stato rinvenuto un ampio tratto di pavimentazione in cotto e, a una quota inferiore, un tratto di pavimentazione in mosaico di periodo romano attribuibile a una domus romana.
Gli scavi sotto la navata, a cura della Soprintendenza Archeologica, hanno restituito un sistema di cinque vasche diverse per tipologie e superfici. Due sono collegate tra loro e presentano una pavimentazione a mattoncini disposti a spina di pesce. In una di queste è stata recuperata anche una moneta di bronzo, databile tra il III e il II secolo a.C. Sono stati inoltre rinvenuti dei canalicoli simili ai moderni impianti fognari. Secondo gli esperti, che lo hanno definito un reperto molto raro, si tratterebbe di un impianto artigianale per il trattamento dei tessuti (fullonica).
La scoperta della "lavanderia-tintoria" di epoca romana ha causato una modifica del progetto iniziale: sotto il pavimento in cotto è stato ricavato uno stretto camminatoio aperto per i visitatori. La revisione ha avuto come conseguenza un incremento di spesa di circa 300 000 euro, che sono stati finanziati dall'Amministrazione comunale.